# Kibara moluccana
Kibara moluccana är en tvåhjärtbladig växtart som beskrevs av Boerl och Janet Russell Perkins. Kibara moluccana ingår i släktet Kibara och familjen Monimiaceae. Inga underarter finns listade i Catalogue of Life.